# Marek Kordowiecki
Marek Kordowiecki (* 19. Oktober 1962) ist ein ehemaliger polnischer Handballspieler und Handballtrainer, mit deutscher Staatsbürgerschaft.
Marek Kordowiecki spielte bei Stal Mielec und anschließend bis 1988 bei Anilana Łódź, von wo aus er für eine Spielzeit zum deutschen Oberligisten TV Münchholzhausen wechselte. Von 1989 bis 1992 spielte der 128-fache polnische Nationalspieler für den TV Gelnhausen in der 2. Handball-Bundesliga und wurde in der Saison 1991/92 Torschützenkönig der Staffel Mitte. Anschließend wechselte er zum Bundesligisten TV Niederwürzbach, wo er sich sofort als Haupttorschütze etablieren konnte und in drei Bundesligaspielzeiten insgesamt 556 Treffer für die Saarländer erzielen konnte, davon 215 per Siebenmeter. Mit dem TVN gewann Kordowiecki in der Saison 1994/95 den Euro-City-Cup und wurde mit 199 Treffern auch Torschützenkönig der Handball-Bundesliga. Zur Saison 1995/96 wechselte der Außenspieler zum Ligarivalen VfL Bad Schwartau, wo er nach dem Abstieg in die zweite Liga 1996 und einem Wiederaufstieg in die 1. Bundesliga im Jahr 1998 seine aktive Karriere im Jahr 2000 nach insgesamt 143 Bundesligaeinsätzen mit 792 Toren beendete.
Kordowiecki sammelte 1999 seine ersten Erfahrungen als Trainer, als er nach der Beurlaubung von Milomir Mijatović Interimstrainer beim VfL Bad Schwartau wurde. Von Dezember 2000 bis Juni 2002 trainierte er den Oberligisten Ahrensburger TSV. Später wurde Kordowiecki Trainer beim luxemburgischen Erstligisten CHEV Diekirch, den er bis Februar 2007 trainierte. Anschließend übernahm er das Traineramt der HSG Völklingen und spielte ab September 2009 in der 3. Mannschaft der HSG Völklingen. Seit der Saison 2015/16 trainiert er die 2. Mannschaft der SGH Sankt Ingbert. In der Saison 2017/18 übernahm Kordowiecki bei der SGH Sankt Ingbert die 1. Mannschaft, wo er zuletzt am 17. November 2017 ein Spiel betreute. Seit der Saison 2023/24 trainiert er den Verbandsligisten HSG Ottweiler/Steinbach.